# Universidad de Galen
La Universidad de Galen es una universidad independiente en Belice, en Centroamérica, que tiene al desarrollo sostenible como uno de sus valores fundamentales. Su campus principal está situado en las afueras de San Ignacio en el Distrito de Cayo. La Universidad está constituida y reconocida por el Ministerio de Educación del Gobierno de Belice para ofrecer títulos a nivel de pregrado y postgrado en programas educativos como los negocios, las artes, las ciencias y la educación.